# 용호문 (2006년 영화)
용호문(龍虎門: Dragon Tiger Gate)은 홍콩에서 제작된 엽위신 감독의 2006년 액션 영화이다. 견자단 등이 주연으로 출연하였고 황바이밍 등이 제작에 참여하였다.

## 출연

### 주연
- 견자단
- 사정봉
- 여문락

### 조연
- 원화
- 진관태
- 둥제

## 제작진
- 공동제작: 견자단
- 의상: 장숙평